# 東京大空襲 (テレビドラマ)
『東京大空襲』（とうきょうだいくうしゅう）は、2008年3月17日と18日の2日間に渡って、日本テレビ系列で、両日とも21:00 - 23:18（JST）に放送された日本テレビ開局55年記念番組のテレビドラマである。前日の2008年3月16日と、後編の放送日の3月18日には事前番組も放送されている。
また、同年12月26日には前後編を再編集したスペシャルエディションを放送した。なおその放送では、ドラマ序盤、終盤の現代の様子、エピローグがカットされ、戦時下のシーンのみの放送だった。

## 概要
歴史的背景などについては、東京大空襲を参照。
- 1945年3月10日、一夜にして10万人以上の死者を出した「東京大空襲」(ミーティングハウス2号作戦空襲)。物語は、心臓病で出征できない青年と父を亡くした若き看護婦との悲恋を軸足にして、この戦火の下で必死に生きようとする人々の姿から真実に迫る内容で描かれる、東京大空襲を元にしたフィクションである。
- 監修の海老名香葉子は東京大空襲で家族（祖母、両親、兄2人、弟）を亡くしているが、海老名自身は静岡県に疎開していたので東京大空襲には直接遭っていない[注 1]。海老名の兄である中根喜三郎は体験者であり、兄から大空襲の話を何度も聞いたという。美術プロデューサーの木村威夫は、東京大空襲の体験者である。
- 千葉県富津市の巨大な空き地にオープンセットを建て、ミニチュア・CGも駆使して迫力あふれる大空襲シーンが撮られた。
- 視聴率は、前編14.4%、後編16.3%。

## あらすじ
第1夜 受難（じゅなん）
2008年春、一人の老人が孤独死。2人の刑事が現場検証に来て、老人が持っていた「昭和20年 3月」と刻印されたガラス細工を見つけ、年配の刑事が63年前の悲劇を語る。1942年4月18日少女・桜木晴子は父と暮らしていたが、本土初空襲で父を失ってしまう。父を助け出そうとした時に止めた青年を、彼女は恨んでいた。2年後の秋、看護婦となっていた晴子の病院に、その青年・大場博人が担ぎ込まれる。博人は謝罪したが晴子は気持ちが晴れずにいた。そんな中、博人は母の死を父に告げられ、晴子と同じく片親となる。また、晴子の先輩の山田和江は朝鮮人の朴順仁と愛し合っていたが周りの反対もあり結婚できずにいた。そして1945年3月10日の深夜0時8分アメリカ軍は東京に対し大規模な空襲を開始した……。
第2夜 邂逅（かいこう）
3月10日の大空襲が終わり焼野原となった下町。衛生環境が劣悪になったため伝染病が広がっていた。博人と晴子は言問橋で生き別れとなりお互いの無事を願っていた。晴子は両親を亡くした友子を引き取り救護所で働き、和江を亡くした順仁の面倒を見ていた。一方、博人は助け出され、父の後妻の水橋家の跡取りとなってほしいと頼まれる。2人は再会するが、それぞれの道があるから違う生き方をした方がいいと晴子が言い、別れてしまう。そんな博人は念願の出征をすることになり、晴子は見送りに行くが、運命はそれを許さず5月25日深夜、アメリカ軍は再び大爆撃計画を東京の山の手地区に仕掛け、再会した晴子と博人は……。

## 登場人物
戦時中
- 桜木晴子（さくらぎ はるこ）：堀北真希

ガラス職人の父である喜久夫と二人暮らし。本土初空襲の際、瓦礫の下敷きになった父を救出しようとするが、博人に制止され恨むようになる。その後、看護婦として勤務していた隅田川病院で博人と再会。看護していくうちに次第に心を許していく。発作が起きた博人をすぐに手術するため輸血が必要だと、晴子らが博明を説得し、手術は成功する。空襲の時に博人を連れて迫り来る猛火から逃げるため言問橋から川へと落ち、間一髪助かるが博人を見失い、敏子の遺児・武、後に合流した友子と共に生きていく。空襲後は2人を育て、隅田川地区の救護所で破傷風の患者の手当てをするが、武を破傷風で亡くしてしまう。後に博人と再会するが、お互い生き方が違うと言い別れる。博人に召集令状が来て志乃に説得され駅に見送りへ向かい、大空襲に遭い2人で逃げるが、機銃掃射ではぐれてしまう。都民が殺されていくのを見て、向かってくる戦闘機に誰も殺さないでほしいと叫び願うが、その叫びが通じる事はなく、戦闘機からの機銃掃射で蜂の巣にされ、悔しさを露わにしながら死亡した。
- 大場博人（おおば ひろと）：藤原竜也

生まれつきの心臓病で出征がかなわない若者で水橋博明と大場道子の子。本土初空襲で父を助けに行こうとする晴子を止め、人殺し呼ばわりれされてしまう。その3年後、発作を起こして担ぎこまれた隅田川病院で晴子と再会し、やがて惹かれていく。発作を起こし3月9日に手術をし助かるが空襲に遭い、猛火から逃げるため言問橋から川へ晴子とともに飛び込むが生き別れてしまう。奇跡的に助けられ水橋家で看病される。その後、悦子に頼まれ養子となって晴子と再会するが、晴子にお互い会わない方がいいと言われ別の道で生きていく。召集命令が来て出征する時、晴子と再会する。その瞬間再び大空襲に遭い2人で逃げるが、機銃掃射ではぐれ、彼女がその後に悲惨な最期を遂げた事を知らぬままに終戦を迎えた。戦時中の登場人物（最終的に生死不明の野田は除く）の中では友子と共に、生き残った数少ない人物である。
- 朴順仁（パク・スンイン、パク・ジュンジン、박순인）：瑛太

和江の恋人。正体は、米軍側のスパイとして隠密活動している朝鮮人で憲兵隊に捕まらないようにバラック小屋に住んでいる。英語が話せることから、翻訳した指令を風景画の絵に隠して記入する担当をしている。隅田川病院で手当てを受けた米兵から東京大空襲の計画を聞かされ愕然とする。和江と逃げる約束をするが和江は来ず、空襲が起きた時に2人で逃げるが言問橋の人ごみで別れてしまう。晴子に隔離されて生活していたが、同志に自首するように言われ自首する。軍部に逆スパイとしての任務につくようにと釈放される。晴子に一緒に来て欲しいと頼んだが彼女は来なかった。乗車中に掃射の攻撃に遭い列車から降りるが機銃掃射を受けて、直前まで和江のことを想い死亡。
- 山田和江（やまだ かずえ）：柴本幸

隅田川病院の看護婦で晴子のよき先輩。朝鮮人である順仁と恋に落ち、密かに逢瀬を重ねている。空襲の際に順二と共に逃げるが言問橋で生き別れとなり、国民学校へ避難して貞子と再会するが爆撃で防空壕内に閉じ込められ、最後まで生きようとするものの、むなしく窒息死した。
- 石川茂（いしかわ しげる）：岸谷五朗

隅田川病院の院長。病気だった妻と死別している。たとえ敵国の人間であろうと怪我をしたら助ける。3月9日に博人の手術をし成功させる。その夜、空襲に遭い患者を逃がし、典子がいないため病院内を探して見つけ、瓦礫の下敷きになる。間一髪、命は助かったが腕の神経が切れて麻痺し、手術などはできなくなっていた。その後本郷陸軍病院に勤務し容態が悪くなった友子を病院にかつぎこんだ晴子と再会し、友子を助ける。二度目の大空襲の際に友子を連れて逃げるが爆撃に遭い、彼女に逃げるように言うと、死の間際、3月の空襲で死亡したさとや患者たちの幻影に看取られ死亡した。
- 谷村さと（たにむら さと）：真矢みき

隅田川病院の看護婦長で晴子と和江の先輩。夫がフィリピンに出征中だったが玉砕の知らせが届き悲しむ。石川に優しく接してもらい好意を持つようになる。空襲の際に下敷きとなった石川と典子を助けようとして、逃げるように石川から言われ、患者を連れて言問橋へと逃げるが、火災旋風に巻かれ、桜の幻影を見ながら死亡。
- 富田絢子（とみた あやこ）：国仲涼子

隅田川病院の看護婦。出征している許嫁の勝の身を案じ、毎晩祈っている。空襲の際に火に巻かれるが間一髪助かり、顔に火傷を負ってしまう。その後、療養所に入院し2ヵ月後に勝と海岸で再会するが空襲の爆撃で死亡。
- 薮下勝（やぶした まさる）：田村裕（麒麟）

絢子の許嫁。出征中で、帰国後結婚の約束をしている。3月の空襲後に東京へと帰国し絢子を探し回り、ついに海岸で再会するが空襲の爆撃で死んでしまう。
- 相田徳三郎（あいだ とくさぶろう）：宇梶剛士

視力が悪く出征できないことを負い目に感じている。中村夫妻とは知人関係。妊娠してる敏子を気遣い、生まれてくる子供には幸せになって欲しいと願う。空襲で焼夷弾から敏子をかばい、武のことを思い死亡した。
- 相田敏子（あいだ としこ）：京野ことみ

徳三郎の妻で隅田川病院に臨月のため入院中。空襲の際に徳三郎に焼夷弾から守られたが重傷を負い、言問橋の川辺で晴子の手助けで武を生んで、自身は死亡。
- 水橋悦子（みずはし えつこ）：岸惠子

博明の妻。実の息子を戦争で亡くし、水橋家の跡取りの為に博人に養子になってほしいと頼む。そんな博人にも召集令状が来て、山の手空襲が行われた時、野田と共に博人の見送りに行くが焼夷弾が直撃し、最期に博明と、息子が死亡してからずっと側にいてくれた野田にお礼を言い死亡した。
- 桜木喜久夫（さくらぎ きくお）：中村梅雀

晴子の父。ガラス職人で妻とは死別。男手一つで晴子を育て、一人前になってほしいと願っている。本土初空襲の時に工場で瓦礫の下敷きになり死亡。
- 梅沢健一（うめざわ けんいち）：小川光樹

隅田川病院に入院中の少年。何かをして100点取ったら退院できると千代子に言われ病気克服に挑む。空襲の際に出会った少女と国民学校に避難するが、プールに飛び込む際に少女とはぐれてしまい、大人の重みに耐え切れず水死してしまう。
- 梅沢千代子（うめざわ ちよこ）：黒谷友香

健一の母でいろいろなことで100点を取ったら退院できると約束し看病する。空襲の際に健一とはぐれ、町内を探し回っていたが再会することなく焼夷弾の爆撃で死亡。
- 中村嘉男（なかむら よしお）：高橋ジョージ

典子と友子の父で消防士。町内の防火訓練の担当もしている。空襲の時に消防士として燃える家などに必死に水をかけ都民に逃げるように言ったが、爆撃による衝撃で転落し死亡した。
- 山田和夫（やまだ かずお）：泉谷しげる

和江の父。娘が朝鮮人と結婚することに反対していたが、実は、朝鮮人との結婚で和江自身が周りから疎外されることを心配していた。空襲の際に家の下敷きになり死亡。
- 野田（のだ）：森本レオ

警察官で水橋の部下。死んだ博明の代わりに悦子の手伝いをし、博人が召集され悲しんでいた悦子に自分が側にいると約束し、博人の見送りに行くが空襲に遭う。悦子の死を見届けて爆撃機に銃を発砲する。その後の生死は不明。
- 中村貞子（なかむら さだこ）：浅野ゆう子

典子と友子の母で隅田川病院に入院中。娘2人を疎開させる。3月10日に典子と友子と再会する予定で1日早く来た典子とは再会するが空襲で典子を失ってしまう。その後、国民学校に逃げるが爆撃されて防空壕内に閉じ込められ、友子のことを思いながら窒息死した。
- 水橋博明（みずはし ひろあき）：舘ひろし

隅田川警察署署長。博人の父であるが、心臓病で出征できない息子を快く思っていない。都民の防火訓練の無意味さから大空襲が来れば一溜りが無いと考え、都民の退避勧告を出すように軍部に依頼するが拒否される。また3月10日が陸軍記念日であることにも不安を抱いていた。博人に発作が起きた時、輸血をしてほしいと晴子と石川から説得され一度は断るが、手術中に駆けつけ博人を助ける。帰宅後に予想していた大空襲が起き、都民を守れなかった償いとして博人と晴子の前で切腹した。
- 中村典子（なかむら のりこ）：長谷川愛美

中村夫妻の長女。母に千葉へ疎開するように言われ疎開。3月10日に東京へと戻ってくると手紙を送ったが1日早く来て空襲に遭ってしまう。恐怖で病院内に隠れていたが石川院長に助けられ、病院を出ようとする際に崩れた瓦礫の下敷きになり死亡。
- 中村友子（なかむら ともこ）：荒川ちか

中村夫妻の次女。母に福島へ疎開するように言われるが3月9日に東京へと帰ってきて空襲に遭い、母が避難した炎上する国民学校に行くが晴子に止められ、結果的に自分以外の家族全員を失い孤児となった。その後は晴子・武と共に3人で生きていくが、空襲時に衝突で肺損傷を起こし気胸となっており、晴子のためを思い我慢していた。しかし遂に重症の身となり、石川が勤務した病院にかつぎこまれ手術を受けて助かる。しかし再び空襲に遭い石川の決死の行動により生き残り、その後は朝鮮人夫婦に引き取られ韓国に移住した。
- 加藤（かとう）:寺門ジモン（ダチョウ倶楽部）

隅田川病院の入院患者。健一と仲がよい。空襲の際に防空壕に隠れるが、焼夷弾が直撃し焼死した。
- 名取（なとり）:つまみ枝豆

隅田川病院の入院患者。健一と仲がよい。空襲の際に防空壕に隠れるが、焼夷弾が直撃し焼死した。
- 梶原善

軍幹部。警察署長である水橋から、都民の退避命令を出すように頼まれるが拒否する。下町地域に大空襲が起きた際には愕然としていた。
- 上野（うえの）:ベンガル

消防署上官で嘉男の上司。国民学校へと隠れ安心していたが再び爆撃に遭い閉じ込められる。空気の独占をしていたが瓦礫の下敷きとなり死亡。
- 風祭ゆき

絢子の親戚。
- 井上博一

絢子の親戚。
- 洪進明（こうしんめい）:中村育二

順仁の同志で朝鮮人。満州から行動を共にする。昔は植民地支配を推し進める日本帝国に憧れていたが、次第に日本人の考えに合わなくなり、アメリカ軍のスパイをしていた。しかし下町大空襲で同志が死んだ時に、裏切られたと思い込んだ。
- 山口（やまぐち）:矢島健一

日本軍人。順仁を捕らえ、命を助ける代わりに米軍への逆スパイを命じる。順仁と共に列車で横須賀に向かい彼から日本人の優しさを聞き、晴子が来なかったことを気遣うが機銃掃射を受け死亡。
- 島田（しまだ）:田宮五郎

軍医。避難所での伝染病蔓延を警戒し、患者隔離を命じる。3月の空襲で妻子を亡くしている。
- 水橋志乃（みずはししの）:中村ゆり

水橋博明の戦死した長男・太郎の妻。博人が養子となり祝いをするが彼にも召集命令が来て、博人と会ってほしいと晴子に頼んだ。博人とは婚約をしたが最後まで太郎の事を思っていた。5月の空襲の際も太郎の写真を持っていたが焼夷弾の爆撃で死亡。
- 浅沼コリン

米兵。戦闘機が撃墜されて隅田川病院に運び込まれる。アメリカ人であるため一部の患者、院員には嫌われていたが、患者や院員に優しく接した。治療をしてくれた医師らに感謝しており、順仁に「三月上旬に東京で大空襲がおこなわれることを伝えてほしい」と頼む。その後、患者や看護婦たちと仲良くなるが警察に連行されてしまう。
- 木村文乃

避難中、千代子とはぐれた健一と出会う中学生くらいの少女。健一を連れて国民学校へのプールへ避難するが健一とはぐれてしまう。
- 山本龍二

国民学校にいた消防士。学校が襲撃された時、上司に逃げるように迫ったが間に合わず閉じ込められ、酸素不足で窒息死する前にガラスの破片で自決した。
- 真下（ました）:佐藤二朗

国民学校にいた消防士。学校が襲撃された時に顔に爆撃を受け重傷を負う。
- 濱田万葉
- 上月左知子
- 福井博章
- 飯沼千恵子
- 山本哲也

現代（2008年）
- 大場博人（現在）：大滝秀治（ナレーターも兼務）

戦争で生き残り、終戦後は名前を変え水橋家は継がず、婚約もしたが戦時中の記憶だけは消せなかった。3月に友子が訪れ晴子のガラス細工を渡された。その後、晴子の言葉を思い出し、直後に亡くなった。
- 中村友子（現在）：吉行和子

中村夫妻の次女で戦争の生き残り。前述のとおり、孤児となったあと朝鮮人夫婦に引き取られ韓国で育つ。半年前に医師から余命宣告され、博人に晴子のガラス細工を手渡すために日本に帰国。遂に念願の博人に会うことが叶い、手渡すことができた。
- 硝子工房店員：林家正蔵
- 年配の刑事：清水綋治

博人の死体現場検証にやってきた刑事で、終戦の年・昭和20年生まれ。
- 若い刑事：森本亮治

博人の死体現場検証にやってきた刑事で、博人が持っていたガラス細工に疑問を持つ。

## サブタイトル
1. 受難（じゅなん、2008年3月17日）14.4%
2. 邂逅（かいこう、2008年3月18日）16.3%

数字は関東地区ビデオリサーチ調べ。

## スタッフ
- 企画プロデュース：佐藤敦（日テレ）
- 総合プロデュース：大澤茂樹（日活）
- 脚本：渡辺雄介、上川伸廣、寺田敏雄
- 監督：上川伸廣（1）、長沼誠（2）
- 音楽：溝口肇
- 物語監修：海老名香葉子
- 歴史監修：吉田裕（一橋大学大学院教授）
- 医療監修：林洋（国際医療福祉大学教授）
- プロデューサー：小山正（日テレ）、西牟田知夫（日テレ）、北島和久（AX-ON）、仲野尚之（日活）
- 協力プロデューサー：坂下哲也（AX-ON）
- 美術プロデューサー：木村威夫
- ステディカム：清久素延（1）、佐光朗（2）
- 選曲：石井和之
- スタントコーディネーター：辻井啓伺、出口正義
  - スタント&アクション：Gocoo、スタントジャパン
- CG：日本映像クリエイティブ、東京現像所、フレームワークス・エンターテインメント、ダイナモピクチャーズ、キュー・テック、日本エフェクトセンター、ナイス・デー、ビジョンユニバース、シネボーイ、fude、DIFX
- 特撮監修：泉谷修
- ミニチュア：マーブリングファインアーツ
- 特殊メイク：メイクアップディメンションズ
- ロケ協力：いわきフィルムコミッション、いばらきフィルムコミッション、高崎フィルム・コミッション、台東区フィルムコミッション、高萩市、富津市、江戸東京たてもの園、JR東日本高崎支社(SL列車)　ほか
- 技術協力：NiTRO、日本テレビアート、映広
- 美術協力：日本テレビアート
- 製作協力：日テレアックスオン
- スタジオ・製作プロダクション：日活撮影所
- 製作著作：日本テレビ

## 楽曲
主題歌「愛する人よ」（書き下ろし）
作詞・作曲：YOSHIKI ／ 歌：秋川雅史
テーマ曲「Unnamed Song Performed by Violet UK」
作詞・作曲：YOSHIKI ／ 歌：Daughter

## DVD
2009年3月4日にバップから2夜で放送されたのとスペシャルエディションで放送されたもの、さらにそれらにも放送されていない未公開シーンも付け加えたディレクターズカット版が第一夜、二夜収録の2枚組で発売された。

## 事前番組
- 放送前日の2008年3月16日：『いよいよ明日放送!「東京大空襲」の凄さ!全て見せます!』

日本テレビでは13:25 - 14:25枠に放送したが、系列局の読売テレビでは、当該時間に『たかじんのそこまで言って委員会』を通常放送しており、時差ネットという形で16:25 - 17:25枠で放送されている。なお、『そこまで言って委員会』を同時ネットしている地域・系列局のほとんどは、この事前番組を放送していない。
- 後編放送日の2008年3月18日：『“東京大空襲”の魅力!すべて見せます!』

日本テレビでは、『ドラバラZONE』の第2部（14:55 - 15:50）枠で放送されたが、当該時間には、読売テレビの『情報ライブ ミヤネ屋』を通常ネットしている地域・系列局がほとんどであるのと、『ドラバラZONE』自体が関東ローカル番組のため、放送された局は日テレのみ。